# تپه اطراف شهر سوخته ۳۴۷
تپه اطراف شهر سوخته ۳۴۷ مربوط به هزاره دوم و سوم قبل از میلاد است و در شهرستان زابل، بخش شیب آب، دهستان لوتک، روستای حومه شهر سوخته، ۵ کیلومتری جنوب شرق پایگاه باستان‌شناسی شهر سوخته واقع شده و این اثر در تاریخ ۱۳ آبان ۱۳۸۶ با شمارهٔ ثبت ۱۹۷۷۲ به‌عنوان یکی از آثار ملی ایران به ثبت رسیده است.